# Ланча Йота
Ланча Есагама е италиански товарен автомобил произвеждан от компанията „Ланча“.

## История
Ланча Йота е първият товарен автомобил, проектиран да бъде използван като военен. На базата на товарния автомобил е произвеждан и автобус, носещ същото име. Камионът е проектиран с 8-цилиндров двигател Типо 61.